# Trojka (Europa)

Landen in de eurozone.
EU-lidstaten met verplichting de euro in te voeren.
EU-lidstaten die een uitzonderingsbepaling hebben op het invoeren van de euro.
Gebieden buiten de EU die de euro gebruiken krachtens een overeenkomst met de EU.
Gebieden buiten de EU die de euro gebruiken zonder overeenkomst met de EU.

De Trojka is een samenwerkingsmandaat dat in 2010 werd ingesteld tijdens de Europese staatsschuldencrisis. Ze moet namens de Europese Unie, de Europese Centrale Bank en het Internationale Monetaire Fonds toezicht houden op de door deze instellingen verstrekte kredieten aan noodlijdende Europese lidstaten.
De trojka bestaat uit afgevaardigden van de Europese Commissie, de Europese Centrale Bank (ECB) en het Internationaal Monetair Fonds (IMF) en moet tijdens de Europese staatsschuldencrisis onderhandelingen voeren met lidstaten van de eurozone die hun staatsschuld niet binnen de Europese richtlijnen hebben gehouden. Tijdens deze onderhandelingen biedt de Trojka veelal financiële noodsteun aan in ruil voor bezuinigingen.

## Leden
| Organisatie                   | Functie                                                    | Persoon              | Herkomstland | Foto |
| ----------------------------- | ---------------------------------------------------------- | -------------------- | ------------ | ---- |
| Europese Commissie            | Voorzitter                                                 | Ursula von der Leyen | Duitsland    |      |
| Europese Commissie            | Vicevoorzitter, Commissaris Economische en Monetaire Zaken | Olli Rehn            | Finland      |      |
| Europese Commissie            | Benoemd onderhandelaar                                     | Matthias Mors        | Duitsland    |      |
| Europese Centrale Bank        | President                                                  | Christine Lagarde    | Frankrijk    |      |
| Europese Centrale Bank        | Benoemd onderhandelaar                                     | Klaus Masuch         | Duitsland    |      |
| Internationaal Monetair Fonds | Uitvoerend directeur                                       | Kristalina Georgieva | Bulgarije    |      |
| Internationaal Monetair Fonds | Benoemd onderhandelaar                                     | Poul Thomsen         | Denemarken   |      |

### Voormalige leden
| Organisatie        | Functie    | Persoon             | Herkomstland | Foto |
| ------------------ | ---------- | ------------------- | ------------ | ---- |
| Europese Commissie | Voorzitter | José Manuel Barroso | Portugal     |      |

## Media
- The Trail of the Troika (Macht ohne Kontrolle), documentaire van Arpad Bondy[1][2][3]